# Indgangspupil
I et optisk system er indgangspupil en virtuel blænde, der definerer området ved indgangen til det system, der behandler lyset. Stråler der passerer gennem indgangspupillen er i stand til at trænge ind i det optiske system og passere gennem det til enden uden vignettering. 
Indgangspupillen er det ”billede” (som regel virtuelt) af blænden i den optik, der kommer før det. I et kamera er blænden den mekanisme i kameraet, hvormed fotografen justerer og kontrollerer, hvor meget lys der kommer ind i kameraet. Den indstilling af blænden er typisk repræsenteret ved f-nummer, som er forholdet mellem brændvidden af linsen til diameteren af selve blændeåbningen. Det er, EN = f / N, hvor EN er diameteren af blændeåbningen, f er brændvidden og N er f-nummer (”relative blænde").
Indgangspupillen i øjet, hvilket ikke er helt det samme som den fysiske indgangspupil, er typisk omkring 4 mm i diameter. Det kan være lige fra 2 mm (f/8.3) i et meget stærkt lys til 8 mm (f/2.1) i mørke.
Afhængigt af linsens design kan indgangspupillens placering på den optiske akse være bag, inden for eller foran linsesystemet eller endda uendelig langt væk i telecentric systemer. Placeringen af indgangspupillen er vigtig i panoramiske fotografering, fordi kameraet skal roteres omkring midten af indgangspupillen for at forhindre parallakse fejl, når fotografierne sættes sammen til et panorama. Som et resultat heraf kaldes centrum af indgangspupillen det "ikke-parallakse punkt" af linsen. Derfor monteres kameraet på et såkaldt panoramahoved, hvis der skal optages kvalitets billeder.

## Ekstern henvisning
- The Grid Arkiveret 21. december 2008 hos  Wayback Machine — Alain Hamblenne's method for a precise location of the entrance pupil on a DSLR camera